# Orde de Pulsano
L'Orde dels Eremites de Pulsano o dels Pulsanencs fou un orde monàstic amb components de vida eremítica dels monjos, que seguia la Regla de Sant Benet observada amb el màxim rigor. També és coneguda com a Congregació Benedictina de Pulsano. Molt estesa al sud d'Itàlia, s'extingí en 1426, passant els seus monjos a altres ordes benedictins.

## Fundació
L'orde va ésser fundat per Joan de Matera, anacoreta i predicador que havia viscut en diversos llocs del sud d'Itàlia i havia conegut Guillem de Vercelli. Com aquesta, la fundació de Joan de Matera s'inscriu en els moviments de reforma monàstica del segle xii, que va donar lloc a la creació dels cistercencs, camaldulesos, Orde de Montevergine, etc., que cercaven una major austeritat i rigor de la vida monàstica, considerant que els monestirs benedictins no observaven adequadament l'esperit de la seva regla.
Joan va fer un pelegrinatge al Monte Sant'Angelo de Gargano (província de Foggia), on arriba en 1129. Hi va tenir una visió, segons la qual la Mare de Déu, "una dona, digníssima de veneració per l'aspecte de serena pietat" diu a la vida del sant, li indicà que hi fundés una església. Joan, amb sis companys, va començar a reconstruir les ruïnes de l'antiga abadia benedictina de San Gregorio, consagrant-la a la Mare de Déu (la imatge que hi col·locà és venerada com a Madonna Odigítria de Pulsano); segons la tradició, trigaren set setmanes a fer la reconstrucció bàsica. Aviat se li afegiren altres persones que volien seguir-ne l'exemple. Es creà així una comunitat que en sis mesos arribà a tenir cinquanta monjos. Joan els donà la Regla de Sant Benet com a regla de vida, observant-la amb el màxim rigor.

### Regla i peculiaritats
La comunitat era autònoma i va donar origen a una congregació, orde monàstic de fet, de la família benedictina: l'Orde dels Eremites Pulsanencs, també anomenada dels descalços. A més de l'observança estricta de la regla benedictina, l'orde incorporava alguns elements de la tradició monàstica oriental present al sud d'Itàlia en alguns monestirs de monjos basilians, com la importància de la vida eremítica dels monjos. Al voltant de l'abadia, a les faldes de la muntanya, hi havia 24 eremitoris amb cel·les separades i hortes, unides per una xarxa de camins, que permetia a alguns monjos fer-hi vida eremítica i contemplativa, i reunir-se a l'abadia només per als oficis i activitats comunes. Vestien un hàbit blanc, similar al dels camaldulesos, però amb un escapulari i caputxa negres, i anaven descalços.
Dedicaven la jornada a la vida contemplativa i al treball (agrícola, ramader o manual), i havien de voltar per demanar almoina, com faran els ordes mendicants. Els que sabien llegir podien dedicar-se a l'estudi i la còpia de llibres. A banda, hi havia monjos eremites, que vivien en els eremitoris esmentats fent vida ascètica i contemplativa. Aquests acostumaven a extremar el rigor de la regla i s'abstenien permanentment de carn, vi, lactis i derivats.

## Expansió i auge

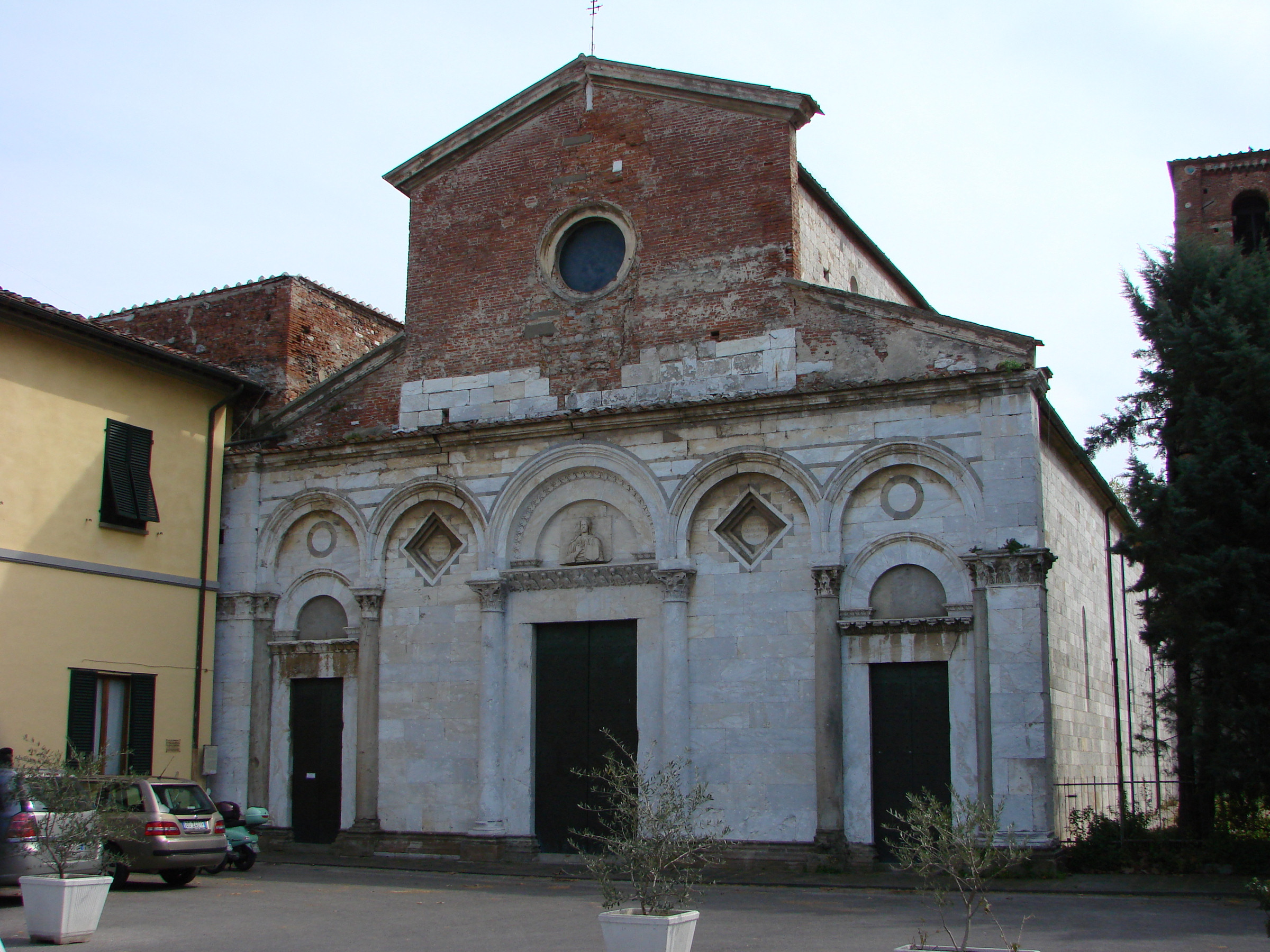
San Michele degli Scalzi (Pisa)

Poc després s'obrí una casa a San Giacomo de Foggia i un monestir a Meleda (Dalmàcia, actual Croàcia), on va ésser abat Giovanni Bono. Joan va morir el juny de 1139, però l'expansió de l'orde ja havia començat i continuà amb els nous abats Jordà (1139-1145) i Joel (1145-1177), que porta l'orde a la seva màxima esplendor. Aquests organitzen l'orde com una congregació autònoma benedictina, continuant amb l'estricta observança de la regla. L'abadia es convertí en una de les més poderoses i influents de la Itàlia meridional, rebent nombroses donacions i privilegis. Tenia, a més, un reconegut scriptorium.
Amb el suport del rei Roger II de Sicília i del papa Innocenci II, primer i d'Eugeni III i Frederic II del Sacre Imperi Romanogermànic després, l'orde va arribar a tenir amb Joel uns quaranta monestir dispersos principalment a la Pulla, Basilicata i els Abruços però també al Laci i la Itàlia septentrional, i amb algunes cases a Dalmàcia. Els més rellevants van ésser: Capitanata, San Salvatore (Trebbia, 1142), Piacenza (1143), San Pancrazio in Trastevere (Roma), San Michele di Guamo (Lucca), Santa Maria Intemerata (Florència), San Michele degli Scalzi in Orticaria (Pisa, 1152), San Pietro di Vallebona (Chieti), San Jacopo del Podio (Luni), o els monestirs dàlmats de Mljet i Hvar. El 30 de gener de 1177, ja acabada la construcció de l'església de Santa Maria de Pulsano, el papa Alexandre III, pelegrí al Gargano, la consagra i proclama sant el fundador, donant un nou impuls a la congregació.

## Declivi i extinció
L'orde va entrar en declivi en el segle xiv i cap al segle xv s'havia pràcticament extingit. L'expansió dels ordes mendicants hi va influir decisivament. L'últim abat, Antoni, fou nomenat el 1379. El 1426, sota el pontificat de Martí V, es dona per extinta i els pocs monjos pulsanencs que queden passen a altres comunitats benedictines, especialment als cistercencs o a la congregació de Cava de' Tirreni.
L'abadia de Pulsano fou donada en comanda, essent administrada des de Roma per cardenals. Va ésser habitada, com els eremitoris, per, successivament, cistercencs, dominics i franciscans, i finalment als celestins, que hi foren fins al 1809, quan tots els ordes van ésser suprimits. Abandonat i administrat per sacerdots, a partir de 1990 fou restaurat en bona part per voluntaris i, des de 1997, acull monjos.

## Branca femenina
Simultàniament a la primera comunitat, es va formar una comunitat femenina amb les dones que volien seguir el tipus de vida de Joan de Matera. S'instal·len al monestir de San Barnaba cap al 1130 i cap al 1145 es funda Santa Cecilia fuori Foggia.